# Surfontaine
Surfontaine település Franciaországban, Aisne megyében. Lakosainak száma 98 fő (2022. január 1.). Surfontaine La Ferté-Chevresis, Nouvion-et-Catillon, Renansart, Ribemont, Séry-lès-Mézières és Villers-le-Sec községekkel határos.

## Népesség
A település népessége az elmúlt években az alábbi módon változott:
| Lakosok száma | 129  | 80   | 66   | 97   | 101  | 99   | 102  | 104  | 104  | 98   |
|               | 1968 | 1982 | 1990 | 2006 | 2013 | 2015 | 2017 | 2019 | 2020 | 2022 |